# Lamine (plaats)
Lamine is een plaats en deelgemeente van de Belgische gemeente Remicourt. Lamine ligt in de provincie Luik, tot 1 januari 1965 was het een zelfstandige gemeente.

## Bezienswaardigheden
- De Motteheuvel van Lamine
- De Sint-Hadelinuskerk (Église Saint-Hadelin) heeft een romaanse toren uit de 11e eeuw, een schip van 1858, terwijl begin 20e eeuw een koor, een transept en een sacristie werden toegevoegd.

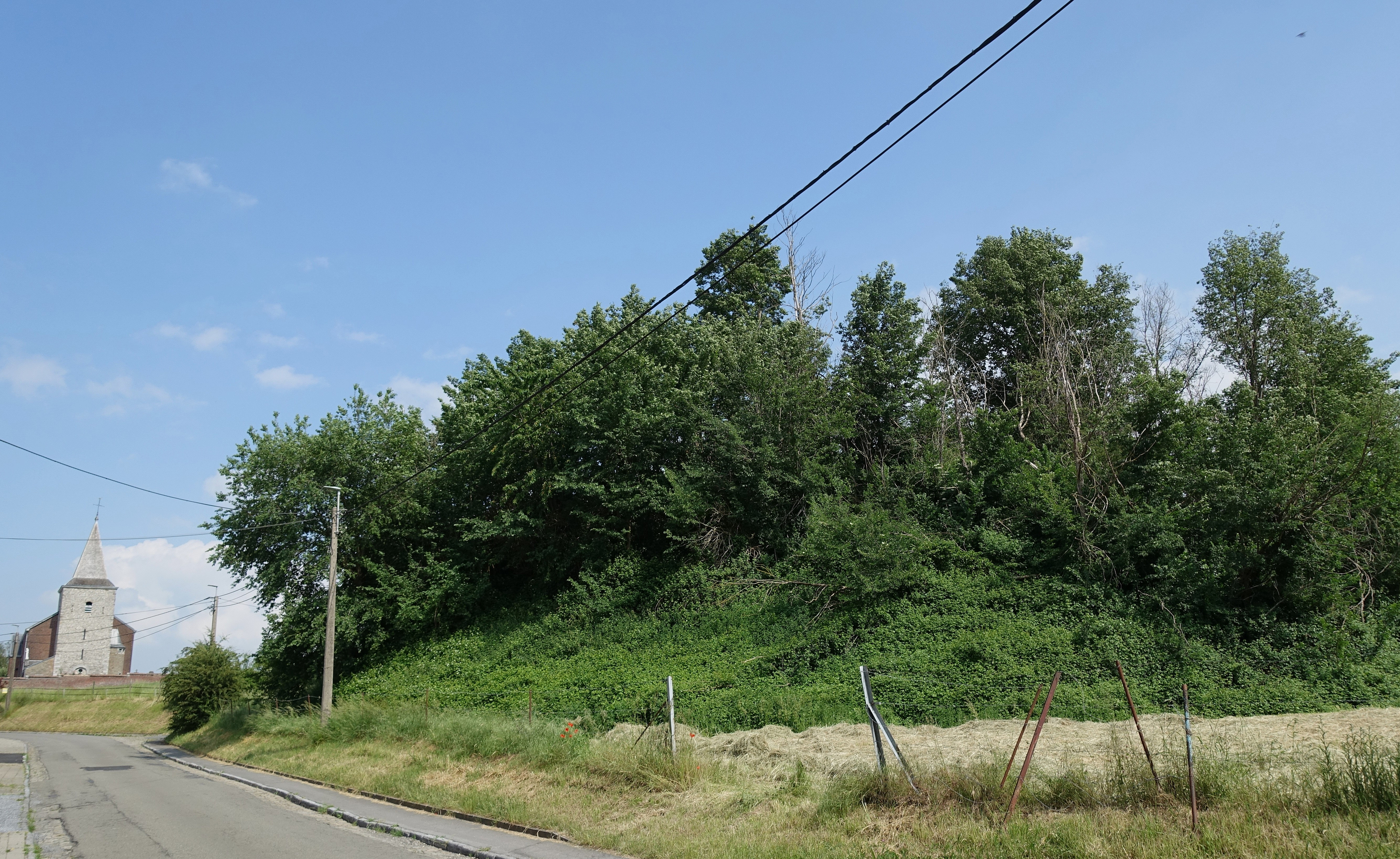
Motteheuvel in Lamine
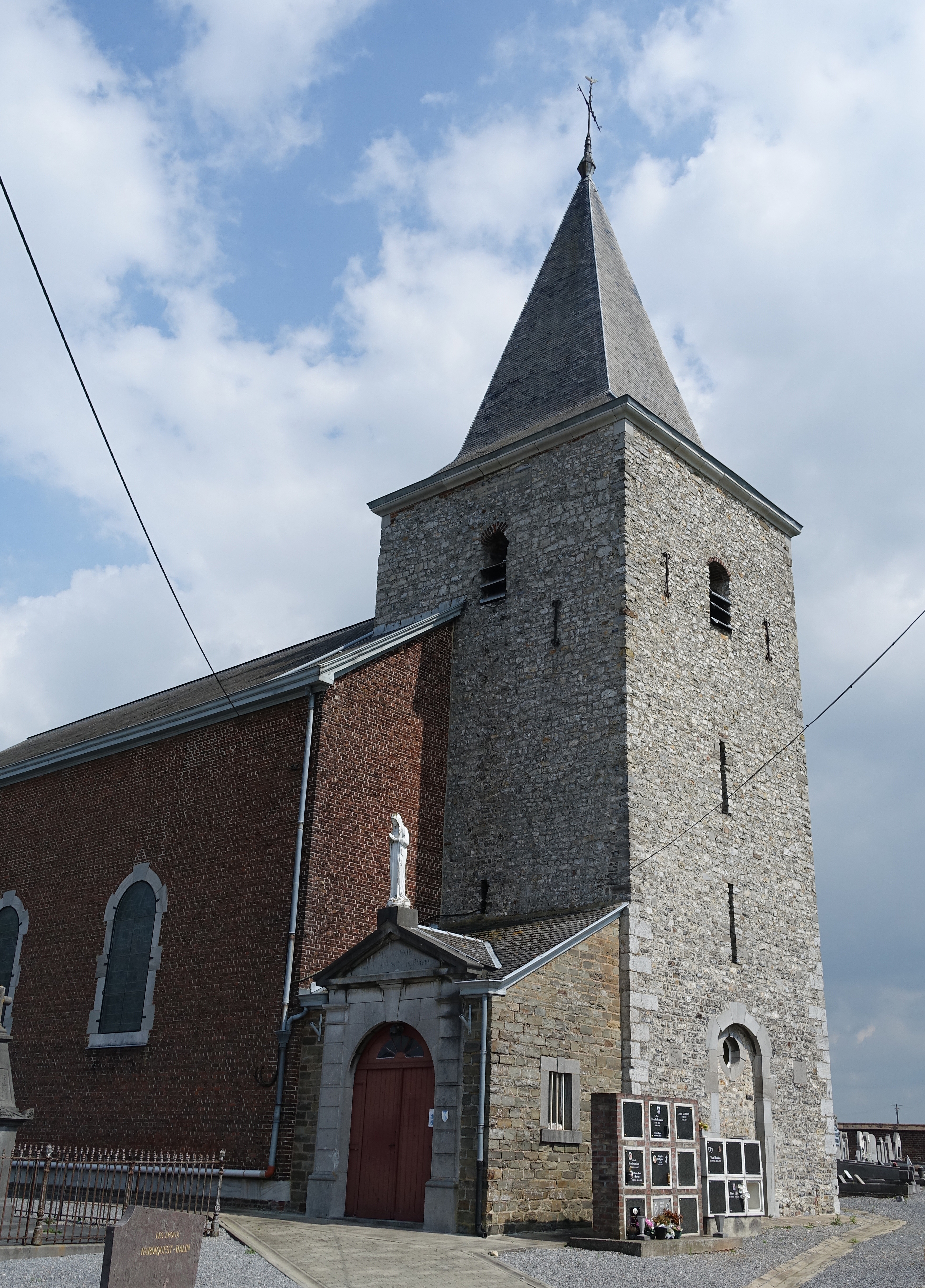
Kerk Sint-Hadelin

## Natuur en landschap
De hoogte aan de kerk bedraagt 131 meter.

## Demografische ontwikkeling
- Bronnen:NIS, Opm:1831 tot en met 1961=volkstellingen

## Nabijgelegen kernen
Pousset, Remicourt, Momalle, Hodeige